# ラルフ・ドゥイモビッツ
ラルフ・ドゥイモビッツ （Ralf Dujmovits、1961年12月5日）はドイツの登山家。2009年5月に世界で16人目でドイツ人初の8000メートル峰全14座の登頂者となった。

## 若年期
ドゥイモビッツは1961年、 バーデン＝ヴュルテンベルク州のビュール市に生まれた。 アビトゥーア（卒業試験）終了後の1981年、ハイデルブルク大学で医学課程を開始する前に一年間南米大陸を旅行して回り、アンデス山脈で登山をした。 彼は第８セメスター後に大学をやめ、1985年、公認山岳ガイドとなるトレーニングを開始した。

## 経歴
ドゥイモビッツの登山歴はドイツアルパインクラブで、ガイドとして7大陸最高峰のうち6つへの登攀を含む海外遠征へ顧客を率いていく仕事から始まった。 彼はまた顧客の有無を問わずアルプス山脈を広範囲にわたって登攀し、マッターホルン、アイガー、モンブラン、グロスホルン、レ・クルト、ラリデラー、ライセント・ノレン、グロッセス・エンゲルホルンの山々の登頂に成功した。 1989年、彼は自身のトレッキング用具店Amical Alpinを立ち上げるため、ドイツアルパインクラブを去った。
ドゥイモビッツはヒマラヤ山脈及びカラコルム山脈での登山を1990年代に開始し、ダウラギリ（1990）、エベレスト（1992）、K2（1994）、チョ・オユー（1995）、シシャパンマ（1997）への登頂に成功した。 彼は1999年、スイスのアイガー北壁登攀がテレビで33時間生放送されてから注目されるようになった。 ドゥイモビッツはブロードピーク（1999）及びガッシャーブルムII峰（2000）へと登頂を続けたが、初めて8000メートル峰全14座の登頂を決意したのは2001年にナンガ・パルバットに登った時だった。 2004年、彼はアンナプルナとガッシャーブルムI峰へ二ヶ月の間に登り、続けてシシャパンマ（2005）、カンチェンジュンガ（2006）、マナスル（2007）、ブロードピーク（2007）、 マカルー（2008）へ登頂した。 2009年5月20日、ドゥイモビッツは彼の最後の8000メートル峰であるローツェに、先妻のゲルリンデ・カルテンブルンナー、竹内洋岳、デビッド・ギュトラーと共に登頂を果たした。 これによりドゥイモビッツは8000メートル峰14座全てに登った16番目の人となり、ドイツ人としては初の達成となった。
ドゥイモビッツは2012年、エベレストに6度目の再訪をし、酸素ボンベなしでの登頂を試みた（エベレストは彼が無酸素登頂をしていない唯一の8000メートル峰である）。 登頂には至らなかったものの、彼が下山中に撮影した、登頂のために登山者が長い列をなしている写真は口コミで広まり、アウトサイド誌から「その年の最も象徴的な写真」と「エベレストの悲惨な年を体現した画像」と説明された。 2014年、彼はダレク・ザルスキーとナンガ・パルバットの冬季初登頂を試みたが、状況が危険とみて撤退した。
ドゥイモビッツはヒマラヤ山脈とカラコルム山脈で40を超える登山旅行をしている。 8000メートル峰14座全ての登頂に加え、彼は七大陸最高峰への登頂も果たしている。

## 私生活
ドゥイモビッツはドイツの シュヴァルツヴァルトに住んでいる。